# レターボックス (映像技術)
映像技術におけるレターボックス（英語：Letter box）とは、映像メディアの表示画面において他の画面サイズ規格でつぶれて表示されないよう、表示互換性をとるために、本来および横長比率の映像の撮影された映像部分の上限部に黒帯を追加した状態のものを呼ぶ。略称で「レタボ」「LB」として表示される場合も多い。
名称の由来は画面中における映像としての有効部分が書簡（letter）を折りたたんだ形状、あるいは封書（sealed letter）の一般的な形状に似ていることによる（詳細については名称の由来についてを参照）。

## 概要
映像メディアの分野では、その技術の発展の経緯の中で基準とされる画面サイズが幾つか提唱・策定されてきた。現在においては概ねスタンダード・ビスタ・シネマスコープ（シネスコ）の3方式サイズに集約されて定義されていて、それぞれ画面サイズ・アスペクト比が異なる。テレビ放送の番組や映画作品、DVDソフト、ビデオソフトなどの製作・表示画面サイズや映像表示機器の規格もこれらが基準になっていて対応関係はスタンダードサイズが4:3画面サイズにビスタサイズが16:9画面サイズ相当にそれぞれ対応している。従ってある作品を画面サイズの異なった映像表示機器で表示する必要もあり、そのための工夫としての互換表示規格が幾つか生まれた。その一つがレターボックスと呼ばれる表示形態になる。関連が強い規格にピラーボックス（サイドパネル）、スクイーズがある。詳細については当該関連項目を参照。
一般的には画面サイズ比率（アスペクト比）が16:9のものを4:3のものへ収めたものをレターボックスという場合が多いが、16:9よりもさらに横の比率が大きいシネマスコープサイズものを16:9サイズに収めたものもレターボックスにあたる。
映像部分以外に黒枠が付く場合は、
- ビスタサイズやシネスコサイズの撮影映像をスタンダードサイズ向けに表示した時に上下に黒枠が付いた状態のもの。　⇒　例1（レターボックス）

- スタンダードサイズの映像をそれ以外のサイズ（主にビスタサイズ）向けに表示したときに左右に黒枠・任意の画像等が付いたもの　⇒　例2（ピラーボックス・逆レターボックス・サイドパネル）

の以上2通りが基本形となる。レターボックスと呼ばれるのは前者のみである。
後者はピラーボックスと呼ばれる。ピラーボックスのことを英語文ではしばしば「Reversed letterbox（逆レターボックス）」という表現をしている場合もあるが、あまり一般的ではない。日本では左右のサイドに黒色のパネルをつけたように見えることからサイドパネルと呼んでいる。
また両例のそれぞれの場合で、映像ソース作成時にサイズ調整の為に黒い部分を付ける場合と画面サイズ情報が異なる映像信号を受信した場合に機器側が自動的に付ける場合がある。そのため両例が複合された状態が発生し、上下左右に黒枠が付いて額縁状態になる場合もある。これは多くの場合、映像ソースの提供側の事情によるものであり、CMによくみられる。これらは専門用語では正しくはウィンドウボックスと呼ばれる。日本では一般的には額縁放送、額縁画面などと呼ばれることが多い。
- 前述例1を画面比16:9のワイドサイズ画面で見た場合

- 前述例2を画面比4:3のノーマルサイズ画面で見た場合

## 名称の由来について
この種の語はここで説明しているレターボックスと同様に映像画面の形状タイプを表す語であるピラーボックスやウィンドウボックスと同様に既存の「○○ボックス」という語を当てはめたものではなく映像画面の形状を示す語として「○○」+「ボックス」を組み合わせた語を新たに創造したもの、つまり「レター（letter）状のものが表示されている画面」という意味を表している。
なお、映像画面の形状を表すレターボックスの名称の由来として「封筒はレターボックスとは呼ばない。レターボックスとは英国では家庭にある郵便受け、米国では街角にある郵便箱のことをさし一般的にこれらを横から眺めると横長長方形の形状をしていることから、それが由来である」という説も見受けられる。これについては「封筒をレターボックスとは呼ばない」のは事実であるが「この類の一連の語（レターボックス、ピラーボックス、ウィンドウボックス）は、既存の単語（固有名詞）をそのまま流用したものではない」という前提がありこの説は後付の推論的な誤解釈が流布したものである。

## レターボックスの実例
テレビ番組
ハイビジョン映像のダウンコンバート、映画作品などの4:3より横長の画面向けに制作された映像ソースをスタンダードサイズでアナログ放送するために4:3画面サイズ用に変換する際の手段の一つとしてレターボックス形式を用いる。
デジタル放送では、映像ソースがレターボックスの形になっているものには放送信号のアスペクト比とは別の付加情報としてレターボックスを示す識別情報が付いているものもある。ワイドテレビ向けに設定されたチューナやデジタル放送チューナを内蔵した16:9の画面を持つテレビでは映像信号を拡大（縦の場合で1.3倍）し、はみ出た部分（本来の動画部分ではない余白の部分）をカットする処理を行った上で動画部分のみを16:9の映像としてきっちりと画面に収まるように表示する。この放送形態の番組を4:3サイズのNTSC受像機にデジタルチューナーやセットトップボックス=ケーブルテレビ・IP放送用を外付け接続した受信環境で視聴した場合は、通常のレターボックス16:9での番組（付加情報としてレターボックスを示す識別情報が付いていない番組）と同じ表示になる。
なお、レターボックス形式の映像をズーム表示した場合はズーム後の映像の解像度は元の映像より低下することになる。本来は識別情報を受けて映像を拡大しサイズ変換に伴って失われた解像度を補完することで高精細度映像放送を実現するワイドクリアビジョンを前提にした仕組みだが、現行の地上デジタル放送の導入に伴い現在ではワイドクリアビジョンのフル機能に対応したテレビは販売されることは少ない。
2011年7月24日までに放送を終了の地上アナログ放送では2009年7月から段階を追って順次一部の番組をレターボックス放送に変更しており、その後NHK、九州朝日放送では2010年3月29日から、日本テレビでは2010年4月5日から生放送番組や報道番組などの一部を除く全番組のアナログ放送がレターボックス放送に移行している。なお、「つなげよう ecoハート」や「2010FIFAワールドカップ南アフリカ大会」では生放送でもレターボックスを使用していた。九州朝日放送では生放送番組や報道番組などを含むすべての自社送出番組。4:3で制作された番組にも独自にサイドパネルを付けてレターボックスで放送。テレビ朝日からなどの同時ネット番組は除く。
そして2010年7月5日からは地上アナログで放送される全番組をレターボックス放送に変更した。NHKはアナログ放送のほか、NHKワールドTV（PAL方式のSD放送）のごく一部の番組とNHKワールド・プレミアムのSD4:3サイズで製作されたものと国際放送独自番組を除いたすべての番組も含む。一部のコマーシャルや地方局で放送されるテレビショッピング番組、またNHK教育の再放送番組（これらは旧来のSD4:3サイズで製作されたもの）、独立U局のSD4:3サイズ製作の大部分の番組（一部ハイビジョン番組も引き続きサイドカット）は従来と同じ4:3サイズで、NHK総合の大河ドラマと一部の番組宣伝は2010年12月まで14:9のセミレターボックスで放送されていた。
遅れネットの番組では、制作局で7月4日までに放送された番組が現在でも放送されているため、テロップがサイドカットを意識した配置となっているため、デジタル放送で視聴すると違和感のある位置にテロップが表示される場合があった。またコマーシャルについては、従前の4:3サイズで製作されたものがあり、それに関してはレターボックス16:9ではなく、CM中は原則としてアナログ終了のアナウンス表示を消去していた。ただしアナログ放送の終了が東日本大震災のため延期された岩手県・宮城県・福島県に関しては、7月24日正午以後はCMも含めレターボックス16:9とし、アナログ終了のアナウンス表示も常時行われた。
これに準じ上下の帯を少なくし、左右を少々カットする「セミレターボックス」（14:9や13:9）といわれるものもある。
2011年7月24日から、遅いところでも2015年3月末まで（一部4月に延期した局もある）、デジタル放送への円滑移行を念頭において実施されたケーブルテレビのデジアナ変換でもアナログのチャンネルではレターボックス16:9を採用していた。なお宮古テレビ・石垣ケーブルテレビの琉球朝日放送のアナログ再放送については、アナログ放送の中継局が設置されなかったための補完として、放送開始当初からこのレターボックス16:9によるデジアナ変換でのみ視聴できた。
地上波に限れば地上デジタル放送への移行期以前の1990年代中盤からレターボックスで放送される番組は少ないながら存在した。
VHSソフト
映画作品は大概スタンダードサイズのテレビより横長のため、上下に黒帯を付加して本来のアスペクト比を維持する。
DVDソフト
映画作品を収録したDVDビデオソフトの大半は、【LB】か【16:9 LB】の表示が付いている。DVDビデオは本来の映像がスタンダードサイズ、ワイドサイズを問わず全てがスタンダードサイズの解像度（NTSC下では720×480）で記録されており再生時の画面アスペクト比の情報が別に保持されている。従って、ワイドサイズの映像をスタンダードサイズテレビに映し出すときは垂直解像度が360本で上下に黒帯が付加された映像（=レターボックス）が表示される。レターボックスで記録されたDVDには機器には、あらかじめレターボックス化された映像が記録されている。再生時に機器による変換が行われる例は、スクイーズ方式で記録された場合となる。
【LB】：ビスタサイズ（16:9）などスタンダードサイズ（4:3）よりも横長の映像に上下に黒帯を付加してスタンダードサイズに合わせた画面アスペクト比で記録されている。スコープサイズ（2:1以上）をスクイーズを併用した記録を行った場合は、【16:9 LB】ではなく【LB】表記となる。その場合、【16:9 LB】記録より追加する黒帯部分は小さくなる。
【16:9 LB】：スコープサイズ（2:1以上）のような通常のワイドサイズ（16:9）に比べ横が広い画像に対して上下に黒帯を付加し、スクイーズ記録されている。